# Ice Lake
Der Ice Lake ist ein Gebirgssee im Westland District der Region West Coast auf der Südinsel von Neuseeland.

## Geographie
Der Ice Lake befindet sich an der Südseite der Butler Range und rund 3 km westlich des Whataroa Glacier. Der durch Gletscher entstandener und auf einer Höhe von 911 m liegende See umfasst eine Fläche von 36,3 Hektar und misst eine Uferlinie von rund 3,29 km bei einer leichten Westsüdwest-Ostnordost-Ausrichtung erstreckt sich der See über eine Länge von rund 1,39 km und misst an seiner breitesten Stelle rund 305 m in Nordnordwest-Südsüdost-Richtung.
Gespeist wird der See durch den rund 1 km östlich endenden Shackleton Glacier und den dahinter liegenden Whataroa Glacier, den rund 1 km südsüdöstlich endenden Mawson Glacier und den von den nördlich und südlich von den Bergen herunterstürzenden Gebirgsbächen. Die Entwässerung des Sees findet an seinem westlichen über den Butler River statt.

## Butler River Track
Der von der Mündung des Butler River in den Whataroa River aus startenden Butler River Track führt über einen vier Stunden dauernden Wanderweg südseitig entlang des Butler River zum Ice Lake. Am Startpunkt und auf der Hälfte der Strecke befinden sich Hütten für einfache Übernachtungsmöglichkeiten mit 8 bzw. 6 Betten.